# Herminium kamengense
Herminium kamengense là một loài thực vật có hoa trong họ Lan. Loài này được A.N.Rao mô tả khoa học đầu tiên năm 2001.